# 1908年の航空
< 1908年
1907年の航空 - 1908年の航空 - 1909年の航空

## 航空に関する出来事

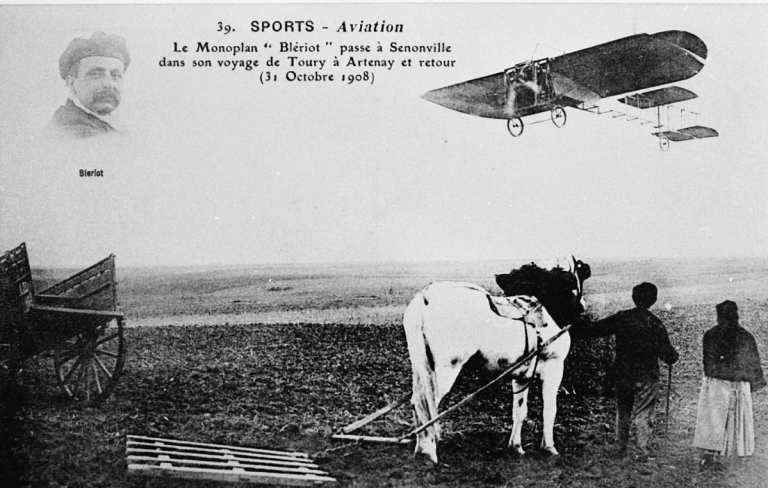
Bleriot VIII

- 1908年 - ルイ・ブレリオが、Bleriot VIII（ブレリオ VIII）を開発。
- 1908年 - イギリスにHM(Her Majesty's) Balloon Factoryが設立される。1911年にRoyal Aircraft Factoryに改組され、後にロイヤル・エアクラフト・エスタブリッシュメントとなる。
- 1908年 - アウグスト・オイラーがダルムシュタット近郊のグリースハイム演習場にドイツ最初の飛行場を作り、飛行訓練を行った。
- 1月13日 - フランスのアンリ・ファルマンが、1分28秒かけて1kmの周回飛行に成功し、Deutsch-Archdeacon賞を受賞した。
- 3月17日 - アメリカで、AEAレッド・ウィング号が2度目の飛行で墜落した。
- 3月29日 - フランスのレオン・ドラグランジュが、アンリ・ファルマンを同乗させて138mを飛行した。最初の公式記録に残る同乗飛行となった。
- 6月8日 - イギリスの航空エンジニア、アリオット・ヴァードン・ローが自作の飛行機でイギリスで自力離陸に成功したと主張した。
- 6月28日 - デンマークの発明家、ヤコブ・エレハマーがドイツのキールで11秒の飛行を行い、ドイツにおける初の動力飛行に成功。
- 7月4日 - アメリカのグレン・カーチスが1分42秒で1,550mの公開飛行を行い、サイエンティフィック・アメリカン・トロフィーを受賞した。
- 7月8日 - フランスのテレーズ・ペルティエが、レオン・ドラグランジェの操縦する飛行機に同乗し、公式に飛行機で飛行した最初の女性となった。
- 8月8日 - ウィルバー・ライトが、フランスのルマンのレース場で飛行を行った。
- 8月28日 - ロシア製の飛行船、ウチェブニーが飛行に成功した。
- 9月9日 - ウィルバー・ライトが1時間3分の飛行を行った。
- 9月17日 - オーヴィル・ライトの操縦する飛行機が墜落し、同乗していたトーマス・セルフリッジが航空事故で死亡した最初の人物となった。オーヴィル・ライトも重症を負った。
- 9月 - テレーズ・ペルティエが、イタリアのミラノで200mの飛行を行った。非公式に操縦飛行した最初の女性とされる。
- 10月5日 - ツェッペリン飛行船、LZ IVがエヒテルディンゲンで炎上した。
- 10月7日 - ウィルバー・ライトが、女性のHart O. Bergを同乗させ飛行した。
- 10月14日 - アンリ・ファルマンが、ブーイからランスまでの27kmを20分で飛行した。
- 10月16日 - アメリカ出身のサミュエル・フランクリン・コーディが「イギリス陸軍一号機」（"British Army Aeroplane No.1."）を開発し、イギリスでの最初の飛行をおこなった。
- 11月 - イギリスで、ユースタス・ショートとオズワルド・ショートがイギリス最初の航空機メーカー、ショート・ブラザーズを設立した。
- 12月31日 - ウィルバー・ライトによる2時間28分ほどで123.2kmの飛行に対して、年度の最長飛行距離としてミシュランから、20,000フランの賞金が贈られた。

## 1908年に初飛行した機体の画像

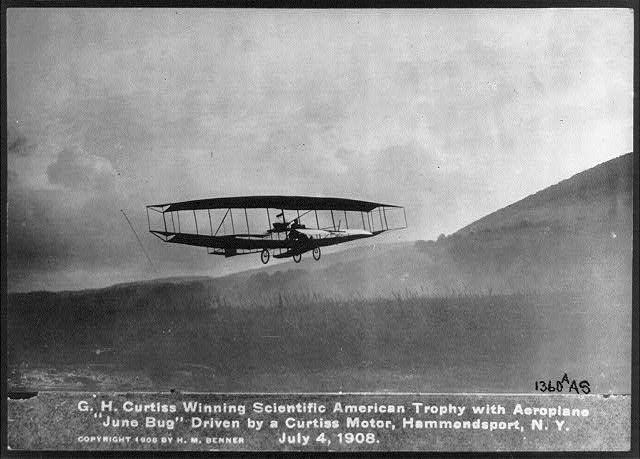
AEA ジュン・バグ （5月21日）
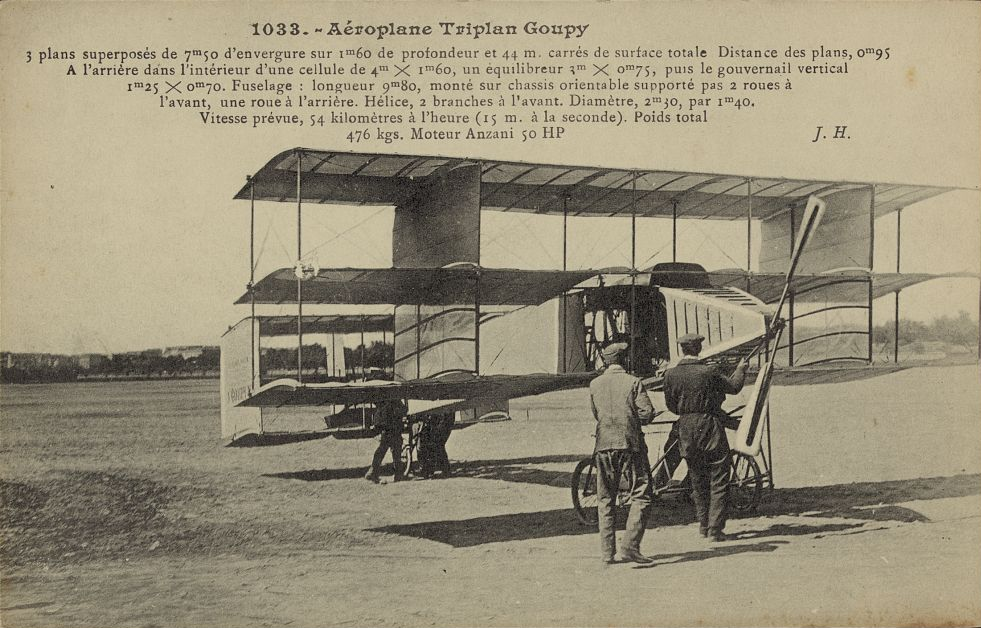
グーピー No.1 （9月5日）
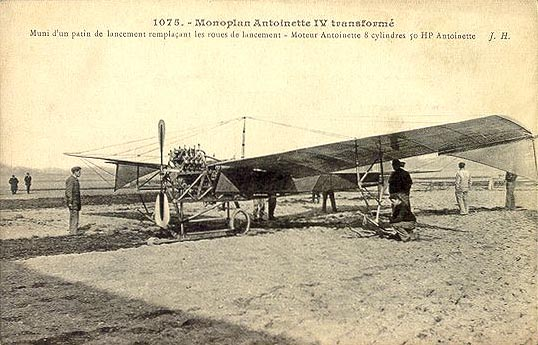
アントワネット IV （10月19日）

## 航空に関する賞の受賞者
- フランス飛行クラブ大賞（Grande Médaille de l'Aéro-Club de France ）：アンリ・ファルマン、 ライト兄弟
- イギリス飛行クラブ金賞：ライト兄弟